# Fontur
Fontur of Langanesfontur is de uiterste landpunt van het IJslandse schiereiland Langanes. Deze kaap bestaat uit kliffen van 50 tot 70 meter hoog die verrijzen uit de Noorse Zee. Fontur is bereikbaar via een onverharde weg die enkel toegankelijk is voor vierwielaangedreven voertuigen. Op Fontur werd in 1910 een vuurtoren gebouwd, die 1914 en 1950 gerenoveerd werd. Soms worden in deze vuurtoren concerten georganiseerd. Sinds 1994 is er bij Fontur bovendien een automatisch weerstation aanwezig.